# Alfonso Di Guida
Alfonso Di Guida (n. 1 mai 1954, Napoli, Italia) este un fost atlet italian, alergător la distanțe scurte.

## Carieră
Sportivul s-a clasat pe locul opt Campionatul European de Juniori din 1973 cu ștafeta Italiei de 4x400 m. La Campionatul European din 1974, la Roma, italienii au ajuns pe locul zece. În anul 1975 Alfonso Di Guida a obținut locul patru la Universiada și la 400 m și cu echipa Italiei.
În 1976 atletul a participat la Jocurile Olimpice de la Montreal unde s-a clasat pe locul 14. La Universiada din 1979 de la Ciudad de México a cucerit medalia de bronz cu ștafeta Italiei de 4x400 m.

## Realizări
| An   | Competiție                               | Locație                 | Loc    | Eveniment | Note    |
| ---- | ---------------------------------------- | ----------------------- | ------ | --------- | ------- |
| 1973 | Campionatul European de Juniori (sub 20) | Duisburg, Germania      | 5 (sf) | 400 m     | 47,98   |
| 1973 | Campionatul European de Juniori (sub 20) | Duisburg, Germania      | 8      | 4x400 m   | 3:17,24 |
| 1974 | Campionatul European                     | Roma, Italia            | 10     | 4x400 m   | 3:08,5  |
| 1975 | Universiada                              | Roma, Italia            | 4      | 400 m     | 47,11   |
| 1975 | Universiada                              | Roma, Italia            | 4      | 4x400 m   | 3:10,45 |
| 1976 | Jocurile Olimpice                        | Montreal, Canada        | 14     | 400 m     | 46,50   |
| 1977 | Universiada                              | Sofia, Bulgaria         | 13     | 400 m     | 47,15   |
| 1977 | Universiada                              | Sofia, Bulgaria         | 7      | 4x400 m   | 3:07,0  |
| 1978 | Campionatul European în sală             | Milano, Italia          | 6      | 400 m     | 47,86   |
| 1979 | Universiada                              | Ciudad de México, Mexic | 3      | 4x400 m   | 3:03,80 |
| 1980 | Campionatul European în sală             | Sindelfingen, Germania  | 7      | 400 m     | 47,97   |

## Recorduri personale
| Probă         | Performanță | Dată              | Locație      |
| ------------- | ----------- | ----------------- | ------------ |
| 400 m         | 46,39       | 5 august 1981     | Viareggio    |
| 4x400 m       | 3:03,23     | 6 septembrie 1981 | Roma         |
| 400 m în sală | 47,36       | 1 martie 1980     | Sindelfingen |